# Калмиківська сільська рада
| Калмиківська сільська рада — колишній орган місцевого самоврядування у Старобільському районі Луганської області з адміністративним центром у с. Калмиківка. Історична дата утворення: в 1967 році. Сільській раді були підпорядковані населені пункти: - с. Калмиківка - с. Кринички - с. Левадне - с. Новодонбаське |

## Склад ради
Рада складалася з 14 депутатів та голови.

### Керівний склад ради
| ПІБ                                | Основні відомості                                                         | Дата обрання | Дата звільнення |
| ---------------------------------- | ------------------------------------------------------------------------- | ------------ | --------------- |
| Дерев'янченко Лариса Володимирівна | Сільський голова, 1960 року народження, освіта, позапартійна              | 26.03.2006   | 31.10.2010      |
| Дерев'янченко Лариса Володимирівна | Сільський голова, 1960 року народження, освіта вища, член Партії регіонів | 31.10.2010   |                 |

Примітка: таблиця складена за даними джерела